# Усть-Серта
Усть-Серта́ (рос. Усть-Серта) — село у складі Чебулинського округу Кемеровської області, Росія.

## Населення
Населення — 1316 осіб (2010; 1472 у 2002).
Національний склад (станом на 2002 рік):
- росіяни — 95 %